# 雷格高
雷格高新镇缅甸克倫邦苗瓦迪镇区下辖的一个镇。该镇位于苗瓦迪以南九英里，靠近泰国边境。

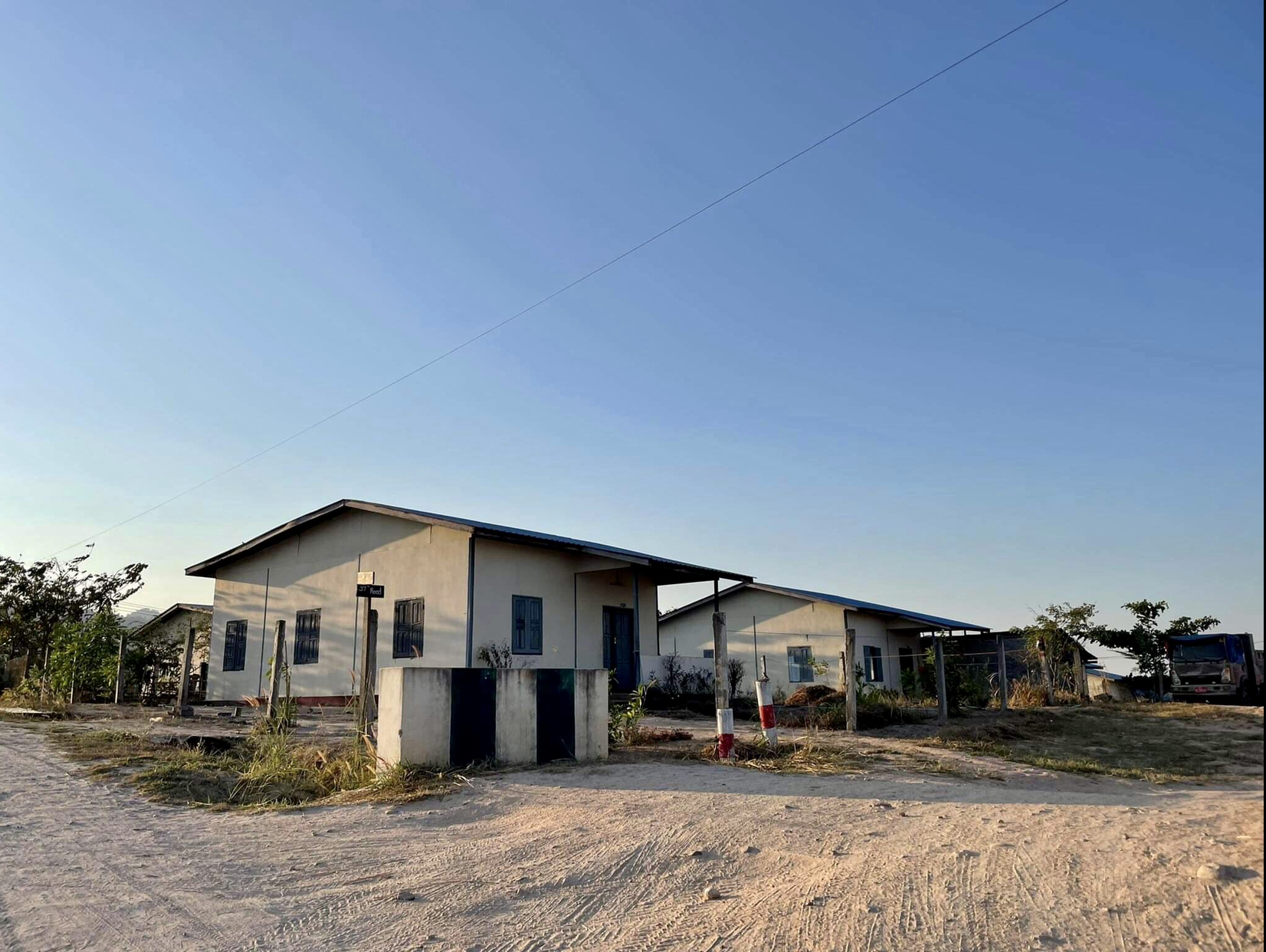
雷格高新镇的房屋

2015年，为表彰缅甸军方与与该国历史最悠久的缅甸少数民族地方武装克伦民族联盟谈判成功，雷格高被建成“和平之镇”。

## 历史

### 2015年–2020年
在日本财团的支持下，于2015年建成，由当时的克伦邦首席部长佐敏和克伦民族联盟主席苏穆图西坡合作建造。该镇分为6个区，人口超过3000人。尽管名义上属克伦邦政府管理，但克伦民族联盟事实上控制了该镇长达六年之久。

### 2021年政变后
自二月以来，反政变抗议者和那些加入2021年缅甸反军事政变示威的人来到雷格高以躲避军队。军方于 12 月 14 日对该镇进行搜查后，第二天，军方与当地武装团体发生冲突。至少有2500名当地村民逃往泰国边境城镇湄索。在一枚炮弹落到甘蔗种植园并发生小火后，泰国当局通过泰缅边境委员会发出“如果流弹炮弹落在泰国土地上，泰方将准备反击”的警告，泰国皇家军队已部署在边境地区。12月20日，克伦民族联盟敦促联合国和国际社会将该地区设为禁飞区。